# Nav (Afghanistan)
Nav est un village de la province de Badakhshan, dans le nord-est de l'Afghanistan.

## Voir également
- Province de Badakhshan